# Боргата Артезио (Кунео)
Боргата Артезио је насеље у Италији у округу Кунео, региону Пијемонт.
Према процени из 2011. у насељу је живело 27 становника. Насеље се налази на надморској висини од 569 м.